# Röyksopp
Röyksopp [ˈrœ̂ʏksɔp] (auch Røyksopp geschrieben; norwegisch für "Rauchpilz"; bezeichnet verschiedene Pilzarten der Boviste, steht aber in diesem Fall eher für Atompilz) ist eine norwegische Musikgruppe bestehend aus Svein Berge und Torbjørn Brundtland. Sie sind Vertreter der Electronica.

## Bandgeschichte
Berge und Brundtland lernten sich bereits als Kinder in ihrer Heimatstadt Tromsø kennen. Nach der Schule verloren sich beide zunächst aus den Augen, fanden aber zwei Jahre später wieder zusammen und gründeten die Gruppe Röyksopp. 1995 brachten sie ihr erstes Album heraus.
Ihre ersten Singles veröffentlichten sie auf dem Independent-Label Tellé. Nach dem Erfolg der Singles wurde die Gruppe vom britischen Label Wall of Sound unter Vertrag genommen. Das dort 2001 veröffentlichte Album Melody A.M. erhielt überaus positive Rezensionen in vielen Zeitschriften und verkaufte sich in kurzer Zeit über 750.000 Mal. Im Juni 2005 erschien das Nachfolgealbum The Understanding, ein Jahr später das Live-Album Röyksopp's Night Out. Das dritte Studio-Album Junior erschien erst im März 2009.
Zusätzliche internationale Bekanntheit erlangte die Gruppe dadurch, dass das Instrumental-Stück Eple (norweg. = Apfel) als Sound nach erfolgreicher Installation des Apple-Betriebssystems Mac OS X 10.3 (Panther) abgespielt wurde und als Werbe-Soundtrack eines bekannten Kosmetik-Konzerns diente. What Else Is There wurde zur Untermalung eines O2-Werbespots verwendet. Ende September 2014 gab Röyksopp bekannt, nach The Inevitable End keine weiteren Alben zu veröffentlichen. Man werde allerdings weiterhin Musik produzieren.

## Rezeption
Das Debüt Melody A.M. wurde stilistisch mit Goldfrapp und Air verglichen. Es wurde als eines der faszinierendsten Downbeat-Alben des Jahres bezeichnet. Gelobt wurde die Kombination aus piepsenden Synthesizern der 1980er Jahre, knarrenden Backbeats und verträumter Stimme. Das nachfolgende Album The Understanding erhielt zwiespältige Rezensionen. Einerseits wurde eine gewisse Orientierungslosigkeit zwischen luftigem Sound und poppigen Stücken kritisiert, während New Musical Express die Band als Pink Floyd des für das Füllen riesiger Stadien tauglichen, melancholischen Techno charakterisierten. Auch der Reifeprozess der Band wurde positiv hervorgehoben.
Das Album Junior erschien digital am 16. und auf CD am 23. März 2009; zum Einstieg wurde die Single Happy Up Here ausgekoppelt. Dieses Lied war bereits am 9. Januar 2009 auf BBC Radio 1 zu hören. Das Musikvideo zu Happy Up Here verwendet Grafiken aus dem Arcade-Spiel Space Invaders.
Auf Junior sind viele eher discolastige Stücke enthalten, die den von den beiden Vorgängeralben gewohnten melancholischen Charakter bis auf wenige Ausnahmen verdrängt haben. Lediglich Röyksopp Forever, You Don’t Have a Clue und teils auch Miss It So Much erinnern an Töne von Melody A.M. und The Understanding. Mit Künstlern wie Robyn, Fever Ray oder Lykke Li sind ebenfalls zahlreiche namhafte Gäste auf dem Album vertreten.
Entgegen ihrer Aussage im Jahr 2014, dass sie kein Album mehr veröffentlichen würden, erschien 2022 mit Profound Mysteries ein neues. Auch hier waren wieder bekannte Musikerinnen beteiligt, darunter Alison Goldfrapp, Astrid S und Susanne Sundfør.

## Diskografie

### Studioalben
| Jahr | Titel                  | Höchstplatzierung, Gesamtwochen, AuszeichnungChartplatzierungen (Jahr, Titel, Platzierungen, Wochen, Auszeichnungen, Anmerkungen) | Höchstplatzierung, Gesamtwochen, AuszeichnungChartplatzierungen (Jahr, Titel, Platzierungen, Wochen, Auszeichnungen, Anmerkungen) | Höchstplatzierung, Gesamtwochen, AuszeichnungChartplatzierungen (Jahr, Titel, Platzierungen, Wochen, Auszeichnungen, Anmerkungen) | Höchstplatzierung, Gesamtwochen, AuszeichnungChartplatzierungen (Jahr, Titel, Platzierungen, Wochen, Auszeichnungen, Anmerkungen) | Höchstplatzierung, Gesamtwochen, AuszeichnungChartplatzierungen (Jahr, Titel, Platzierungen, Wochen, Auszeichnungen, Anmerkungen) | Höchstplatzierung, Gesamtwochen, AuszeichnungChartplatzierungen (Jahr, Titel, Platzierungen, Wochen, Auszeichnungen, Anmerkungen) | Anmerkungen                             |
| Jahr | Titel                  | DE | AT | CH | UK | US | NO | Anmerkungen                             |
| ---- | ---------------------- | --- | --- | --- | --- | --- | --- | --------------------------------------- |
| 2001 | Melody A.M.            | — | — | — | UK9 Platin · (53 Wo.)UK | — | NO1 Platin · (62 Wo.)NO | Erstveröffentlichung: 3. September 2001 |
| 2005 | The Understanding      | DE41 (5 Wo.)DE | AT60 (3 Wo.)AT | CH18 (8 Wo.)CH | UK13 Gold · (8 Wo.)UK | — | NO1 (35 Wo.)NO | Erstveröffentlichung: 22. Juni 2005     |
| 2009 | Junior                 | DE35 (2 Wo.)DE | AT65 (1 Wo.)AT | CH18 (6 Wo.)CH | UK21 (4 Wo.)UK | US126 (1 Wo.)US | NO1 (29 Wo.)NO | Erstveröffentlichung: 18. März 2009     |
| 2010 | Senior                 | DE52 (1 Wo.)DE | — | CH28 (3 Wo.)CH | UK33 (2 Wo.)UK | — | NO1 (6 Wo.)NO | Erstveröffentlichung: 8. September 2010 |
| 2013 | Late Night Tales       | — | — | — | — | — | NO8 (6 Wo.)NO | Erstveröffentlichung: 14. Juni 2013     |
| 2014 | The Inevitable End     | DE54 (1 Wo.)DE | — | CH21 (2 Wo.)CH | UK38 (1 Wo.)UK | US103 (1 Wo.)US | NO2 (19 Wo.)NO | Erstveröffentlichung: 7. November 2014  |
| 2022 | Profound Mysteries     | DE66 (1 Wo.)DE | — | CH21 (2 Wo.)CH | UK80 (1 Wo.)UK | — | NO6 (1 Wo.)NO | Erstveröffentlichung: 30. April 2022    |
| 2022 | Profound Mysteries II  | DE91 (1 Wo.)DE | — | CH31 (1 Wo.)CH | — | — | NO35 (1 Wo.)NO | Erstveröffentlichung: 19. August 2022   |
| 2022 | Profound Mysteries III | DE61 (1 Wo.)DE | — | CH25 (1 Wo.)CH | — | — | NO16 (1 Wo.)NO | Erstveröffentlichung: 18. November 2022 |
| 2025 | True Electric          | DE20 (1 Wo.)DE | — | — | — | — | NO34 (… Wo.)NO | Erstveröffentlichung: 11. April 2025    |

### EPs
| Jahr | Titel                | Höchstplatzierung, Gesamtwochen, AuszeichnungChartplatzierungen (Jahr, Titel, Platzierungen, Wochen, Auszeichnungen, Anmerkungen) | Höchstplatzierung, Gesamtwochen, AuszeichnungChartplatzierungen (Jahr, Titel, Platzierungen, Wochen, Auszeichnungen, Anmerkungen) | Höchstplatzierung, Gesamtwochen, AuszeichnungChartplatzierungen (Jahr, Titel, Platzierungen, Wochen, Auszeichnungen, Anmerkungen) | Höchstplatzierung, Gesamtwochen, AuszeichnungChartplatzierungen (Jahr, Titel, Platzierungen, Wochen, Auszeichnungen, Anmerkungen) | Höchstplatzierung, Gesamtwochen, AuszeichnungChartplatzierungen (Jahr, Titel, Platzierungen, Wochen, Auszeichnungen, Anmerkungen) | Höchstplatzierung, Gesamtwochen, AuszeichnungChartplatzierungen (Jahr, Titel, Platzierungen, Wochen, Auszeichnungen, Anmerkungen) | Anmerkungen                                  |
| Jahr | Titel                | DE | AT | CH | UK | US | NO | Anmerkungen                                  |
| ---- | -------------------- | --- | --- | --- | --- | --- | --- | -------------------------------------------- |
| 2006 | Röyksopp’s Night Out | — | — | — | — | — | NO8 (3 Wo.)NO | Erstveröffentlichung: 27. Januar 2006        |
| 2007 | Back to Mine         | — | — | — | — | — | NO24 (2 Wo.)NO | Erstveröffentlichung: 5. März 2007           |
| 2014 | Do It Again          | DE70 (1 Wo.)DE | AT49 (1 Wo.)AT | CH18 (2 Wo.)CH | UK20 (2 Wo.)UK | US14 (1 Wo.)US | NO3 (5 Wo.)NO | Erstveröffentlichung: 23. Mai 2014 mit Robyn |

Weitere Alben
- 1995: The Travellers’ Dream
- 2013: Late Night Tales: Röyksopp
- 2021: Lost Tapes
- 2024: Nebulous Nights – An Ambient Excursion into Profound Mysteries

### Singles
| Jahr | Titel Album                           | Höchstplatzierung, Gesamtwochen, AuszeichnungChartplatzierungen (Jahr, Titel, Album, Platzierungen, Wochen, Auszeichnungen, Anmerkungen) | Höchstplatzierung, Gesamtwochen, AuszeichnungChartplatzierungen (Jahr, Titel, Album, Platzierungen, Wochen, Auszeichnungen, Anmerkungen) | Höchstplatzierung, Gesamtwochen, AuszeichnungChartplatzierungen (Jahr, Titel, Album, Platzierungen, Wochen, Auszeichnungen, Anmerkungen) | Anmerkungen                                                                   |
| Jahr | Titel Album                           | DE | UK | NO | Anmerkungen                                                                   |
| ---- | ------------------------------------- | --- | --- | --- | ----------------------------------------------------------------------------- |
| 2001 | Eple Melody A. M.                     | — | UK16 (3 Wo.)UK | — | Erstveröffentlichung: 23. Juli 2001                                           |
| 2001 | Poor Leno Melody A.M.                 | — | UK38 (5 Wo.)UK | — | Erstveröffentlichung: 3. Dezember 2001 feat. Erlend Øye                       |
| 2002 | Remind Me Melody A.M.                 | — | UK21 (3 Wo.)UK | — | Erstveröffentlichung: 5. August 2002 feat. Erlend Øye                         |
| 2003 | Sparks Melody A. M.                   | — | UK41 (2 Wo.)UK | — | Erstveröffentlichung: 23. Juni 2003 feat. Anneli Drecker                      |
| 2005 | Only This Moment The Understanding    | — | UK33 (3 Wo.)UK | — | Erstveröffentlichung: 27. Juni 2005 feat. Kate Havnevik                       |
| 2005 | 49 Percent The Understanding          | — | UK55 (2 Wo.)UK | — | Erstveröffentlichung: 26. September 2005 feat. Chelonis R. Jones              |
| 2005 | What Else Is There? The Understanding | DE76 (9 Wo.)DE | UK32 (8 Wo.)UK | NO4 (8 Wo.)NO | Erstveröffentlichung: 21. November 2005 feat. Karin Dreijer Andersson         |
| 2009 | Happy Up Here Junior                  | — | UK44 (3 Wo.)UK | NO3 (4 Wo.)NO | Erstveröffentlichung: 19. Januar 2009                                         |
| 2009 | The Girl and the Robot Junior         | — | — | NO2 (11 Wo.)NO | Erstveröffentlichung: 15. Juni 2009 feat. Robyn                               |
| 2012 | Running to the Sea The Inevitable End | — | — | NO14 (10 Wo.)NO | Erstveröffentlichung: Dezember 2012 mit Susanne Sundfør feat. Jamie McDermott |
| 2014 | Do It Again                           | — | UK75 (1 Wo.)UK | NO— PlatinNO | Erstveröffentlichung: 28. April 2014 mit Robyn                                |
| 2016 | Never Ever –                          | — | — | NO22 (7 Wo.)NO | Erstveröffentlichung: 9. September 2016 mit Susanne Sundfør                   |
| 2019 | To minutter –                         | — | — | NO31 (1 Wo.)NO | Erstveröffentlichung: 23. August 2019 mit Lars Vaular                         |

## Auszeichnungen für Musikverkäufe
| Silberne Schallplatte - Europa (Impala) - 2009: für das Album Junior - 2012: für das Album Senior | 2× Silberne Schallplatte - Europa (Impala) - 2016: für das Album The Understanding Platin-Schallplatte - Niederlande - 2004: für das Album Melody A.M. |

Anmerkung: Auszeichnungen in Ländern aus den Charttabellen bzw. Chartboxen sind in ebendiesen zu finden.
| Land/RegionAuszeichnungen für Musikverkäufe (Land/Region, Auszeichnungen, Verkäufe, Quellen) | Silber     | Gold  | Platin     | Verkäufe  | Quellen                 |
| -------------------------------------------------------------------------------------------- | ---------- | ----- | ---------- | --------- | ----------------------- |
| Europa (Impala)                                                                              | 4× Silber4 | —     | —          | (100.000) | impalamusic.org EU2 EU3 |
| Niederlande (NVPI)                                                                           | —          | —     | Platin1    | 80.000    | nvpi.nl                 |
| Norwegen (IFPI)                                                                              | —          | —     | 2× Platin2 | 60.000    | ifpi.no NO2             |
| Vereinigtes Königreich (BPI)                                                                 | —          | Gold1 | Platin1    | 400.000   | bpi.co.uk               |
| Insgesamt                                                                                    | 4× Silber4 | Gold1 | 4× Platin4 |           |                         |

## Auszeichnungen
2001
- Bestes Musikvideo für Eple – Spellemannprisen (das norwegische Pendant zu den Grammy Awards)
- Bestes Elektronic Album für Melody A.M. – Spellemannprisen

2002
- Bestes Musikvideo – Spellemannprisen
- Bestes Musikvideo für Remind Me – MTV Europe Music Awards

2005
- Beste Pop-Band – Spellemannprisen

2013
- Lied des Jahres für Running to the Sea - P3 Gull[15]

2016
- P3-Prisen - P3 Gull[16]